# ان‌جی‌سی ۳۴۵
ان‌جی‌سی ۳۴۵ (انگلیسی: NGC 345) نام یک کهکشان مارپیچی در صورت فلکی نهنگ است.